# 하비 누아주
하비누아주(Ravie Nuage)는 대한민국의 팝 밴드이다.
하비누아주라는 이름은 프랑스어로 기쁨, 행복을 의미하는 Ravie와 구름을 의미하는 Nuage 두 단어 조합이다. 대학 동기 사이인 전진희와 뽐므를 중심으로 2009년 말 '감성이들'이라는 이름으로 결성되어 활동하다가 2011년 배유림, 심영주, 박찬혁이 합류하고 하비누아주로 이름을 변경하였다. 배유림이 탈퇴하고 2015년부터는 4인 체제가 되었다. 주로 피아노와 어쿠스틱 기타를 바탕으로 한 서정적인 음악을 선보이며, 포크, 모던 락, 블루스, 재즈적인 요소가 가미된 풍성한 밴드 사운드와 청아하고 깨끗한 보컬의 매력이 돋보인다는 평가를 듣는다.
2011년 KBS의 오디션 프로그램인 탑밴드에 출연하면서 널리 알려졌다.

## 구성원
- 전진희 (피아노)
- 뽐므 (보컬)
- 박찬혁 (기타)
- 심영주 (베이스)

## 음반

### 정규앨범
- 1집 《청춘》 (2015)
- 2집 《새벽녘》 (2019)

### 비정규 앨범
- EP 《하비누아主義》 (2012)
- EP 《겨울노래》 (2013)
- 싱글 《혼자만의 겨울》 (2015)
- 싱글 《273》 (2015)
- 싱글 《녹턴》 (2015)
- 싱글 《꿈꾸고 싶지 않아》 (2017)
- 싱글 《기도》 (2017)
- EP 《그리고, 겨울》 (2018)
- 싱글 《봄바람》 (2018)
- 싱글 《고요한 밤길을 걸어》 (2018)
- 싱글 《내 눈물을 따라 걷다 보면》 (2018)
- EP 《새벽녘》 (2019)

### 컴필레이션/참여앨범
- 《서바이벌 TOP밴드 예선전 Part 2》 - 〈봄(Live ver.)〉 수록 (2011)
- 《서바이벌 TOP밴드 Part 6 16강 나군-2》 - 〈거리에서〉 수록 (2011)
- 《손 꼭 잡고 지는 석양을 바라보자 OST Part.4》 - <아침이 밝아오면> 수록 (2018)

## 수상
- 2016년 제13회 한국대중음악상 최우수 팝 음반 〈청춘〉